# Arnebia densiflora
Арнебия густоцветная, или Арнебия красящая (лат. Arnebia densiflora) — травянистое многолетнее растение семейства Бурачниковые (Boraginaceae), вид рода Арнебия.
Естественный ареал находится в Турции и Греции. Культивируется как декоративное.
Предпочитает склоны гор, пустынные сухие места, растёт на солончаках и каменистых почвах.

## Ботаническое описание
Растение высотой 25—40 см с толстым одревесневающим корнем, все надземные части опушены. Прикорневые листья ланцетной формы, длиной от 10 до 15 см. Цветки жёлтые от 12 до 16 мм в диаметре, плотно посажены на концы стеблей и ветвей.
Синонимы
- Arnebia cephalotes A.DC.
- Arnebia macrothyrsa Stapf
- Macrotomia densiflora (Ledeb.) McBride[2]